# Romano Ciaroff
Roman Issidoróvitx Txarov, rus: Роман Исидорович Чаров, cognom real Guróvitx, rus: Гурович, conegut habitualment a Occident com a Romano Ciaroff-Ciarini(Mikolaiv, Imperi Rus, 1878- Odessa, RSS d'Ucraïna, 1964) fou un tenor líric rus.

## Biografia
Va estudiar cant al Conservatori de Sant Petersburg amb Stanislav Gabel. Va debutar operísticament el 27 de març de 1905 a la producció estudiantil de l'òpera de Nikolai Rimski-Kórsakov Kosxei, l'Immortal, que es va produir com a signe de protesta pública arran de la destitució de Rimski-Kórsakov de la càtedra del conservatori. Va interpretar el paper de Kasxei. Quan va completar els seu estudis al conservatori, va actuar (amb els cognoms Txarov i Txarini) a Kíev, Odessa, Khàrkiv, Kazan (1907-1909), i després a Iekaterinburg (1909-10), Perm (1909-10) i al Teatre Mariïnski de Sant Petersburg (interpretant el paper de Lenski).
Llavors va començar la seva carrera internacional i va actuar a Gènova, Venècia, Milà, Florència, Roma, Barcelona (Teatre del Liceu, 1912),Londres, Zúric, Bucarest i Varsòvia. El 1913, a Sant Petersburg, va aparèixer a les òperes Lakmé i La donzella de neu. El mateix any va actuar al Regio Teatro Verdi de Pisaen el paper de Brissac a l'òpera La Du Barry d'Ezio Camussi.
El Politeama Genovese acullí dos espectacles més amb la seva participació: el concert benèfic de la Creu Roja el 15 de setembre de 1915 i Il Barbiere di Siviglia de Gioachino Rossini, el primer dels quals és del 18 d'octubre de 1917.Interpreta Wilhelm Meister a l'òpera Mignon d'Ambroise Thomas, sota la direcció d'A. De Pascale, al Petruzzelli de Bari al setembre (21, 22, 24 i 29) de 1918. El seu retorn a la capital de la Ligúria, a principis d'octubre del mateix any, apareix als documents que es conserven a l'Arxiu Central de l'Estat, que també informa de la seva sortida el 9 d'octubre cap a Verona, sol·licitada pel Comandament Suprem per participar en una festa militar de beneficència.
El 30 d'octubre de 1918 assumeix el paper d'Alfredo a La Traviata de Giuseppe Verdi al Teatro Comunale de Bolonya. A la primavera de 1919 encara era a Verona des d'on va tornar a Pegli i després va partir cap a Parma. El 13 de març de 1920 tornà a ocupar l'escena genovesa del Teatre Paganini amb Il barbiere di Siviglia, amb una altra companyia d'intèrprets en comparació amb la versió presentada el 1917 al Politeama. A Itàlia, Romano Ciaroff també va enregistrar diverses àries i òperes.
Va tornar a Leningrad per invitació de l'Òpera Acadèmica i del Ballet de l'Estat, però només va actuar-hi la temporada de 1925-1926, El 1927 va actuar a diverses ciutats de l'URSS, de la mà de les famoses sopranos russes Lídia Lipkóvskaia i Valéria Bàrsova. L'agost de 1929 Romano Ciaroff-Ciarini va cantar a Bakú.
Tenia una veu lleugera amb un timbre càlid i una àmplia gama de registres musicals. Podia superar fàcilment passatges tècnics de qualsevol dificultat. Els crítics l'anomenaven "el rus italià". Va aparèixer en més de 30 òperes. Va cantar amb Georges Baklanoff, Lídia Lipkóvskaia, Ielena De-Vos Soboleva i Anna Paskhalova. Va interpretar a Iekaterinburg els papers de Hofmann (Les contes d'Hoffmann) i Cavaller Des Grieux (Manon Lescaut). Des dels anys 50 fins a la seva mort, Ciaroff-Ciarini va ensenyar al conservatori d'Odessa. Durant la Gran Guerra Patriòtica fou evacuat al Tadjikistan, i allà va cantar en un hospital, va ensenyar i va ajudar joves cantants al Teatre de l'Òpera Nacional. Un dels seus últims concerts fou el 1946 a Leningrad.

## Enregistraments
Va enregistrar diversos discos (12 produccions) a Milà ("Fonotípia", 1910), Odessa ("Premier-rekord", 1910), Tiflis ("Sfinks", 1913).

## Premis i distincions
- Honorable Treballador de les Arts de l'RSS del Tadjikistan.[2]